# You Hee-yeol's Sketchbook
You Hee-yeol's Sketchbook (hangul: 유희열의 스케치북) är ett sydkoreanskt TV-program som sänds varje lördag på KBS2.

## Beskrivning
You Hee-yeol's Sketchbook är ett musikprogram och en pratshow med programledaren You Hee-yeol från musikgruppen Toy. Varje vecka gästas programmet av ett antal musiker som blir intervjuade och även gör scenframträdanden.

## Avsnitt
| År   | Antal   | Första     | Sista        |
| ---- | ------- | ---------- | ------------ |
| 2009 | 1–33    | 24 april   | 25 december  |
| 2010 | 34–79   | 1 januari  | 24 december  |
| 2011 | 80–126  | 7 januari  | 23 december  |
| 2012 | 127–171 | 6 januari  | 21 december  |
| 2013 | 172–216 | 4 januari  | 27 december  |
| 2014 | 217–254 | 3 januari  | 19 december  |
| 2015 | 255–300 | 2 januari  | 25 december  |
| 2016 | 301–346 | 1 januari  | 17 december  |
| 2017 | 347–382 | 7 januari  | 16 september |
| 2018 | 383-424 | 13 januari | 21 december  |
| 2019 | 425-472 | 4 januari  | 20 december  |
| 2020 | 473-522 | 3 januari  | 25 december  |
| 2021 | 523-    | 8 januari  | TBA          |